# Compañía de los Ferrocarriles de La Robla
La Compañía de los Ferrocarriles de La Robla fue una empresa ferroviaria española, constructora y operadora del Ferrocarril de La Robla, la línea de vía estrecha más larga de Europa Occidental, con 335 km, que unía las localidades de La Robla (León) y Bilbao (Vizcaya). En 1972 la sociedad entró en quiebra y la empresa pública FEVE se hizo cargo de la línea. Fue extinguida en 1981.

## Historia
Ferrocarriles de La Robla surgió de la iniciativa del gran emprendedor Mariano Zuaznávar, que deseaba construir una línea que uniera las cuencas mineras del Norte de León y Palencia con el País Vasco, y había solicitado una concesión a tal efecto. La compañía fue constituida originalmente en 1890 como Sociedad del Ferrocarril Hullero de La Robla a Valmaseda, financiado por los industriales Enrique Aresti y Victoriano Zabalinchaurreta. Su presidente fue Cirilo María de Ustara, y Zuaznavar su director general.
En 1894 se concluyó la línea de La Robla a Valmaseda, con un coste aproximado de 20 millones de pesetas, lo cual espoleó un verdadero boom minero en las cuencas hulleras palentina y leonesa. Sin embargo, atravesó dificultades debido a su escasa capitalización, 6 millones de pesetas.
En 1905 Zuaznavar renunció a sus derechos de fundador a cambio de una compensación en acciones, y la compañía pasó a denominarse Ferrocarriles de La Robla. En 1911 se concluyó el enlace con Bilbao, comenzando una etapa de modesto esplendor avivada por la Primera Guerra Mundial. Su rendimiento económico fue estructuralmente escaso, centrándose en el transporte de carbón y descuidando el de pasajeros por su escasa rentabilidad. En 1923 se unió Matallana de Torío con León, explotada hasta 1946 por su filial Sociedad Industria y Ferrocarril. 
Con la guerra civil española, que dañó sus instalaciones e infraestructura -divididas entre ambos bandos-, comenzó el declive de la compañía. Sus crecientes gastos se vieron agravados por la necesidad de importar maquinaria extranjera y los elevadísimos aranceles impuestos por el gobierno franquista. El notable crecimiento del número de pasajeros durante la posguerra no se tradujo en mayores beneficios, pues los precios eran fijados por el Estado y la compañía hubo de adquirir nuevos coches.
A partir de 1959 el número de pasajeros cayó con rapidez. Tras entrar en pérdidas a finales de los 60, se declaró en quiebra y renunció a la explotación de su línea principal, que fue asumida por la empresa pública FEVE, el 6 de marzo de 1972, "por razones de interés público y utilidad social".
En 1981 los activos de la empresa fueron nacionalizados de común acuerdo, y la sociedad extinguida.